# Frank Waller
Frank Laird Waller (Saint Paul, Minnesota, 24 de juny de 1884 – Kansas City, Missouri, 29 de novembre de 1941) va ser un atleta estatunidenc que va córrer a primers del segle XX i que s'especialitzà en els 400 metres.

## Carrera esportiva
El 1904 va prendre part en els Jocs Olímpics de Saint Louis, en què va guanyar la medalla de plata en les curses dels 400 metres i dels 400 metres tanques, per darrere Harry Hillman en ambdós casos.
Fou campió dels Estats Units en les 440 iardes el 1905 i 1906, i en les 220 iardes tanques.

### Millors marques
- 440 iardes. 49,6", el 1905
- 400 metres tanques. 53,6", el 1904[1]

## Carrera musical
El 1907 es graduà a la Universitat de Wisconsin i posteriorment fou el pianista de la cantant Lillian Russell en una gira. Més tard fou professor de cant i dirigí el departament de cant al Conservatori de Música de Kansas City. Durant la seva carrera fou director de la Tri-City Symphony, Milwaukee Philarmonic Orchestra, National Broadcasting Company a Nova York i la WPA Orchestra a Richmond.